# Línea Aérea Nacional de Honduras

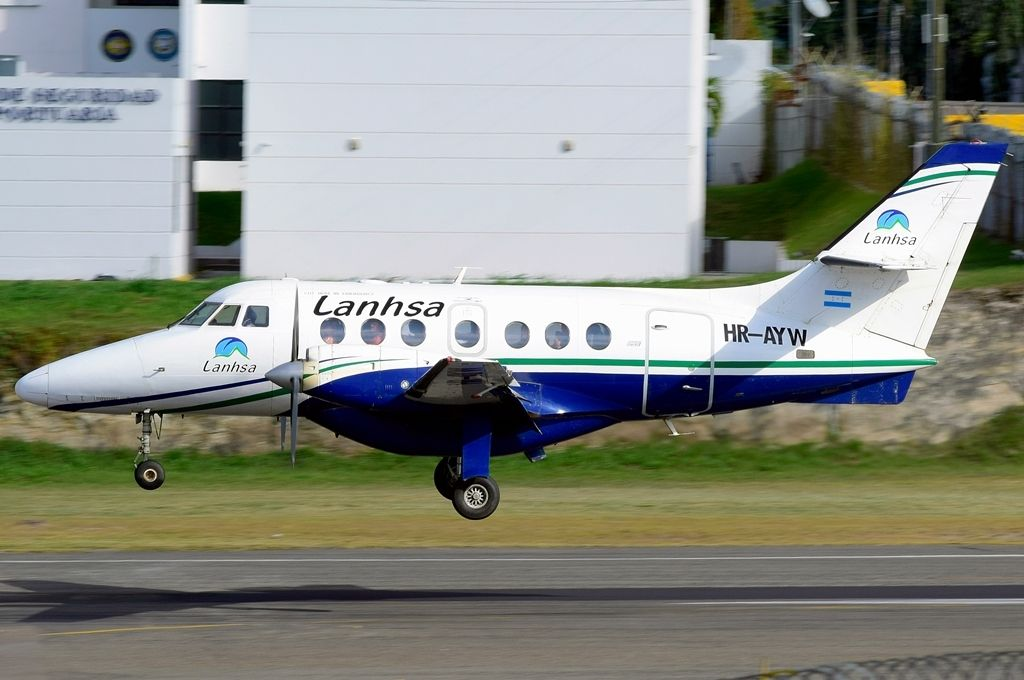
BAe Jetstream 31 (HR-AYW) der Lanhsa am Flughafen Tegucigalpa, Januar 2024

Die Línea Aérea Nacional de Honduras (kurz Lanhsa) ist eine honduranische Fluggesellschaft mit Sitz in La Ceiba und Basis auf dem Flughafen La Ceiba.

## Flugziele
Die Gesellschaft fliegt zu fünf Zielen innerhalb Honduras. Diese sind La Ceiba, Roatán, Guanaja, Tegucigalpa und Puerto Lempira.

## Flotte

### Aktuelle Flotte
Die Flotte der Gesellschaft besteht mit Stand April 2025 aus zwei Flugzeugen mit einem durchschnittlichen Alter von 33,9 Jahren:
| Flugzeugtyp      | Anzahl | Luftfahrzeugkennzeichen | Konfiguration | Alter      |
| ---------------- | ------ | ----------------------- | ------------- | ---------- |
| BAe Jetstream 31 | 1      | HR-AXR                  | Y 19          | 39,8 Jahre |
| BAe Jetstream 41 | 1      | HR-AYX                  | Y 29          | 27,9 Jahre |

### Ehemalige Flugzeugtypen
- BAe Jetstream 32

## Zwischenfälle
- Am 4. Januar 2022 brach das rechte Hauptfahrwerk einer BAe Jetstream 31 (Luftfahrzeugkennzeichen HR-AYY) bei der Landung auf der Piste 07 des Flughafens Roatán. Daraufhin berührte der rechte Propeller des Flugzeugs die Landebahn und das Flugzeug kam von der Piste ab. Alle 20 Insassen überlebten den Unfall. Das Flugzeug wurde als Totalschaden abgeschrieben.[3]

- Am 17. März 2025 stürzte eine BAe Jetstream 32 (HR-AYW) auf dem Weg vom Flughafen Roatán nach La Ceiba nur einen Kilometer nach dem Start in den Atlantik. Von den 18 Personen an Bord kamen 13 bei dem Absturz ums Leben. Die Polizei ging unmittelbar nach dem Unfall von einem mechanischen Defekt als Ursache aus.[4][5] (→siehe auch Línea-Aérea-Nacional-de-Honduras-Flug 018)